# ゲルリッツ市電
ゲルリッツ市電（ゲルリッツしでん、ドイツ語: Straßenbahn Görlitz）は、ドイツの都市であるゲルリッツ市内に路線網を有する路面電車。2022年現在は路線バスと共にゲルリッツ交通有限会社（Görlitzer Verkehrsbetriebe GmbH）によって運営されている。

## 歴史
ゲルリッツ市内に軌道交通を敷設する計画は19世紀末から始まり、軌間1,435 mm（標準軌）の馬車鉄道の導入が決定した後、1882年にゲルリッツ馬車鉄道（Görlitzer Pferdebahn）によって最初の路線が開通した。その後、延伸を重ねたこの馬車鉄道は1892年に運営権がベルリンのAEGへと移管し、1897年12月に全3系統の電化および軌間の1,000 mm（メーターゲージ）への転換が実施された。その後、1899年に運営権はアルゲマイネ郊外・路面電車会社（Allgemeine Lokal- und Straßenbahngesellschaft AG、ALOKA）へと譲渡されている。

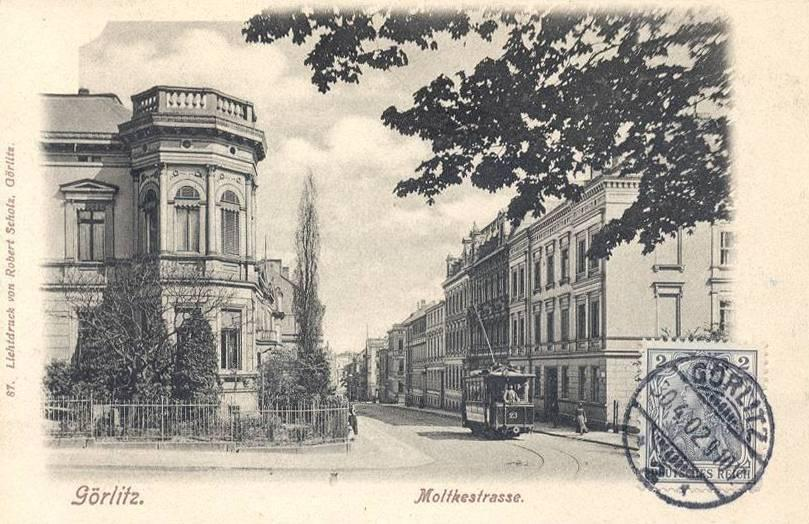
1900年代のゲルリッツ市電

第一次世界大戦中の1915年には市内の環状路線が廃止される事態になったが、戦後は再度延伸が進められ、1939年時点で5つの系統を有する路線網が完成した。その後の第二次世界大戦中、ゲルリッツ市内は他都市と比較して戦争による破壊は少なかったものの、路面電車についてはメンテナンス不足や大量の乗客によって車体や機器の劣化が加速した他、空襲の可能性を考慮して車内照明の青色ランプへの交換や前照灯へのスリットマスクの設置などの対策が施された。終戦後、ゲルリッツ市内のうちナイセ川東岸の地域はポーランド領となり、同地域を走る路面電車路線は閉鎖された。西岸の路線網も1945年5月から一時的な休止を余儀なくされたが、翌6月から順次運行を再開している。
東ドイツ領となったゲルリッツ市内の路面電車は運営権が民間企業（ALOKA）から人民公社へと移管された。以降、同事業者は東ドイツ製の2軸車を導入し、老朽化が進んだ戦前製の車両を順次置き換えた。また、片運転台であったこれらの車両に適合するため終点となる電停へのループ線の設置が進められた他、1960年代後半からは車掌業務を廃止し乗客自身が刻印を行う信用乗車方式への変更が行われた。

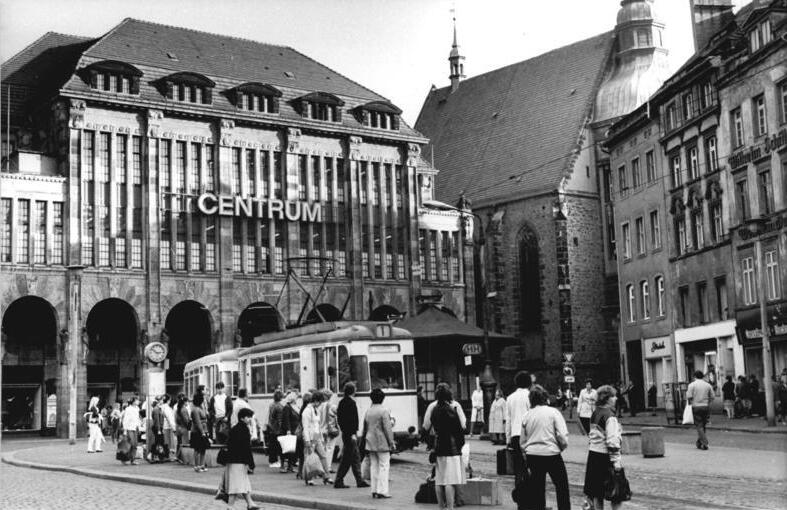
東ドイツ製の2軸車（1986年撮影）

1970年代はゲルリッツ郊外への住宅地の開発が進んでいたが、当初これらの地域へ向かう交通機関として路線バスの整備が優先され、路面電車の一部区間がバスに置き換えられ廃止される事態も起きた。だが、オイルショックの影響により見直しが行われ、1986年に経由区間の変更を含めた延伸が実施された。車両についても1980年代以降チェコスロバキア（現：チェコ）のČKDタトラが開発した2車体連接車（KT4D）の導入が進められ、従来の2軸車はドイツ再統一後の1992年までに定期運用を離脱した。

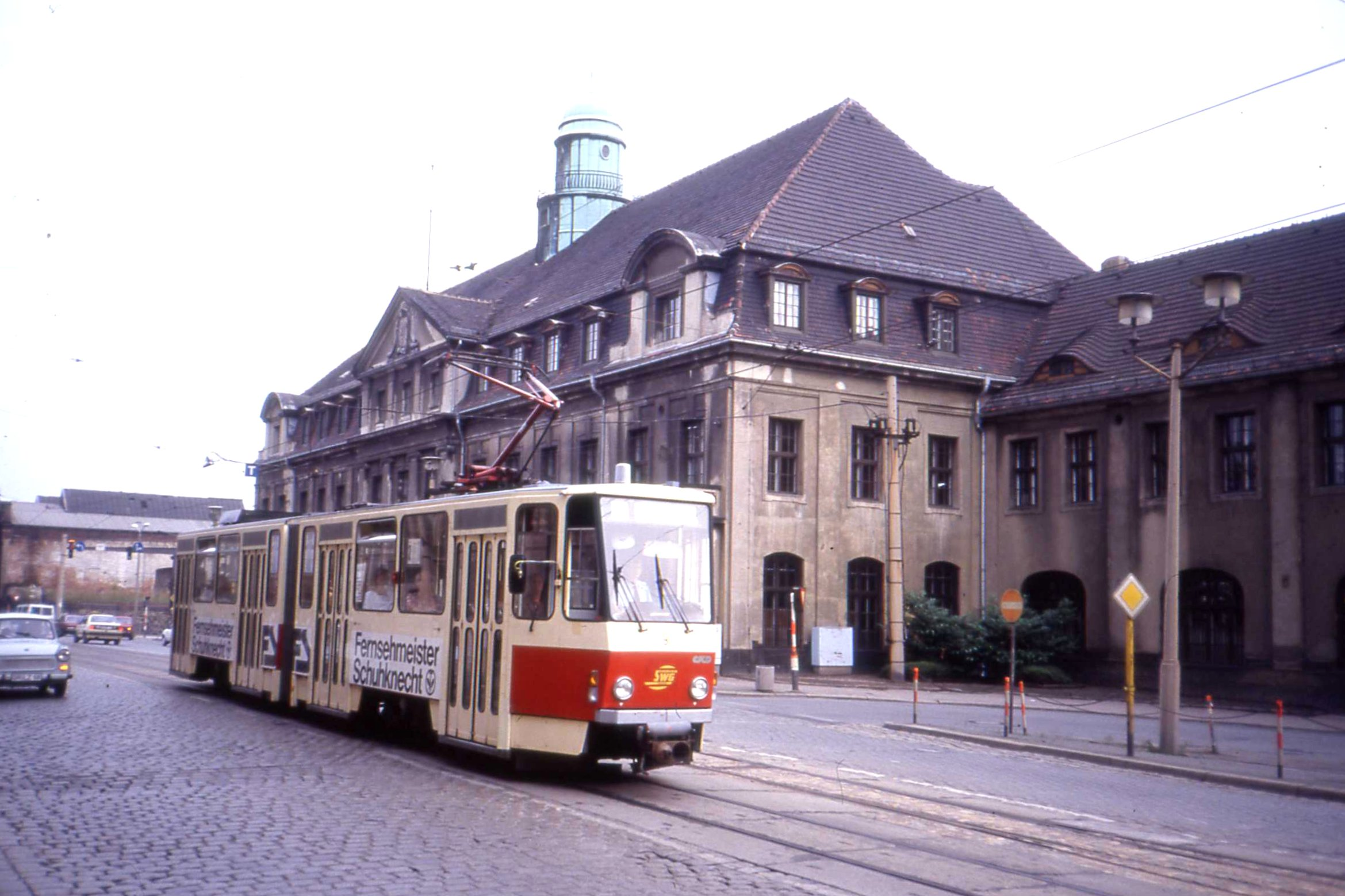
1980年代に導入された連接車・KT4D（1992年撮影）

再統一後は車両の更新、車庫の再建などの近代化が行われた一方、系統数は最盛期の5系統から減少し、2004年に線路状態の悪化から当時の1号線が路線バスに置き換えられて以降は2系統による運行が続いている。また、運営組織についてはドイツ再統一以降幾度かの再編を経た後、2019年以降はゲルリッツ交通が運営権を獲得している。

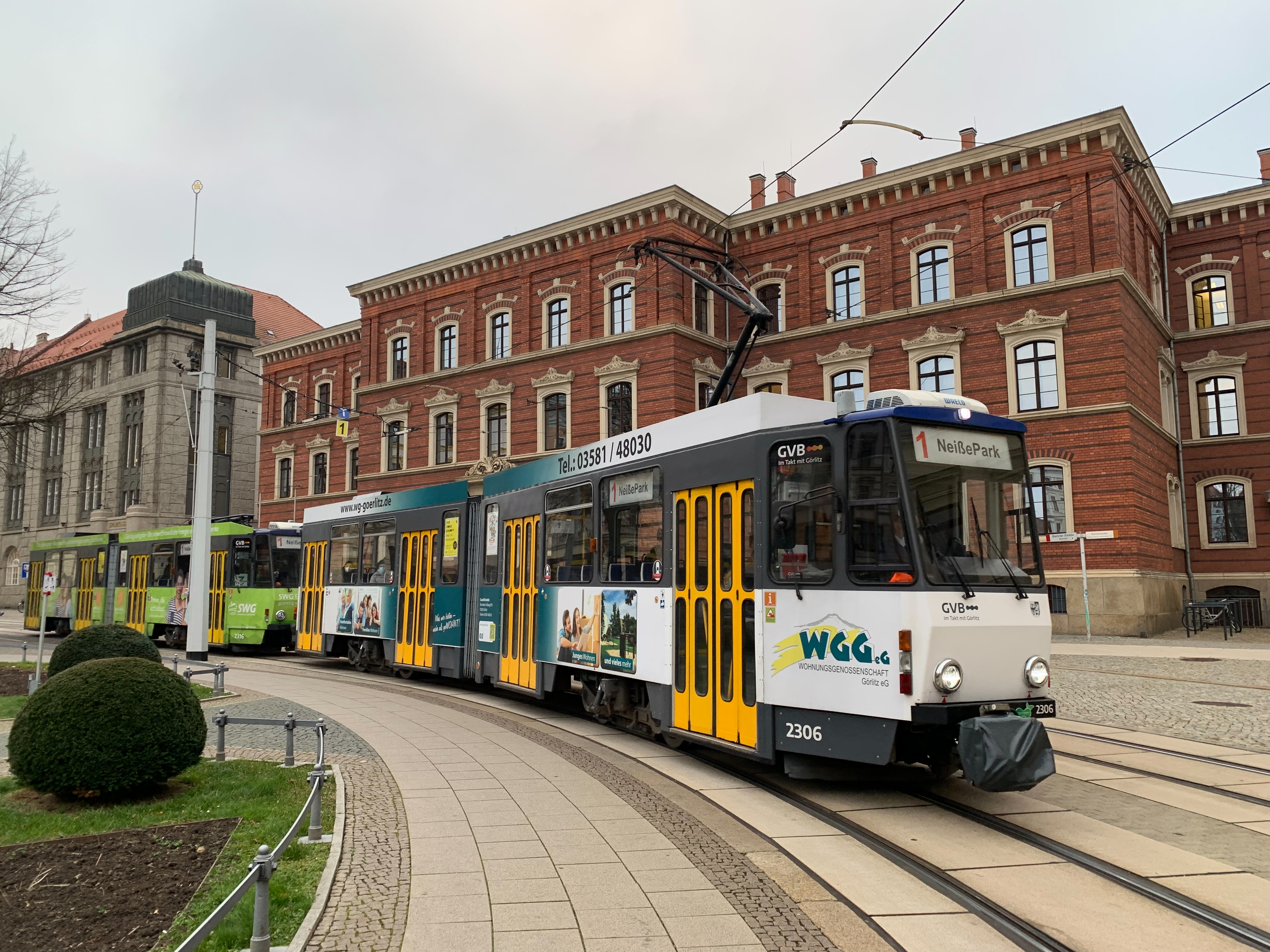
近代化工事が実施されたKT4D（2021年撮影）

## 運用
2022年現在、ゲルリッツ市電は市内に2つの系統を有している。運賃は45分以内の乗車につき大人1.6ユーロで、非接触式ICカードのハンディチケット（HandyTicket）を使用する場合は1.48ユーロに値下げされる。また、午後6時（18時）から翌日の4時までの運賃は2ユーロである他、1日乗車券（3.5ユーロ、ハンディチケット使用時は3.22ユーロ）を始めとする各種乗車券や定期券の発行も行われている。
| 系統番号 | 起点           | 終点                 | 備考・参考 |
| -------- | -------------- | -------------------- | ---------- |
| 1        | NeißePark      | Weinhübel            |            |
| 2        | Am Wiesengrund | Biesnitz/Landeskrone |            |

## 車両

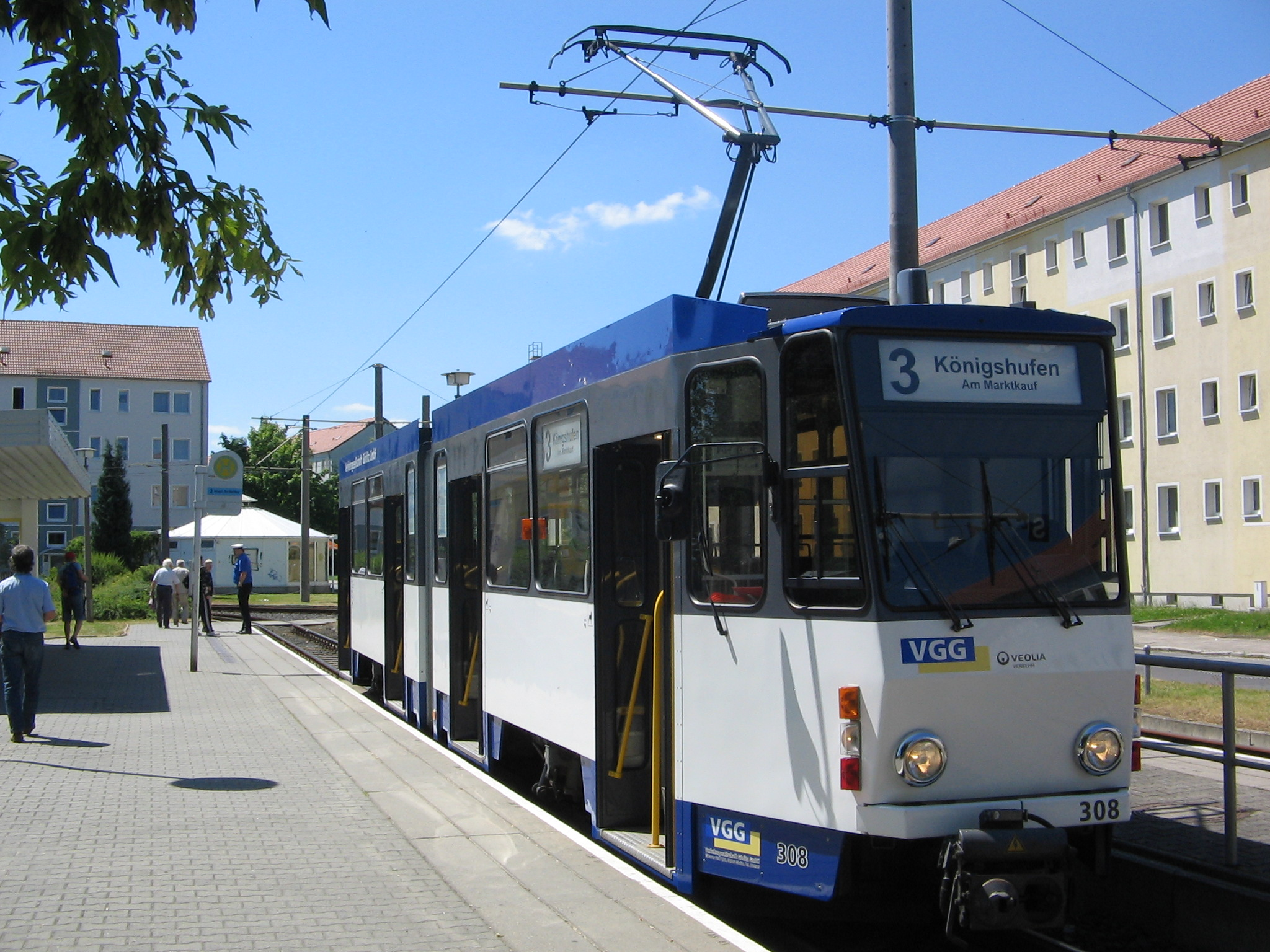
KT4D（308）

2021年時点のゲルリッツ市電で使用されている車両は、全て東ドイツ時代の1979年以降導入が実施された小型2車体連接車のKT4Dである。1990年まで合計11両が新造された他、1992年にエアフルト市電（エアフルト）から5両、1998年にコトブス市電（コトブス）から3両、同型車両の譲受が実施されており、2022年現在は14両が在籍する。また、これらの車両はドイツ再統一直後の1992年から2000年にかけて車体修繕、座席、窓枠、扉、電気機器等の交換を含む更新工事が行われている。

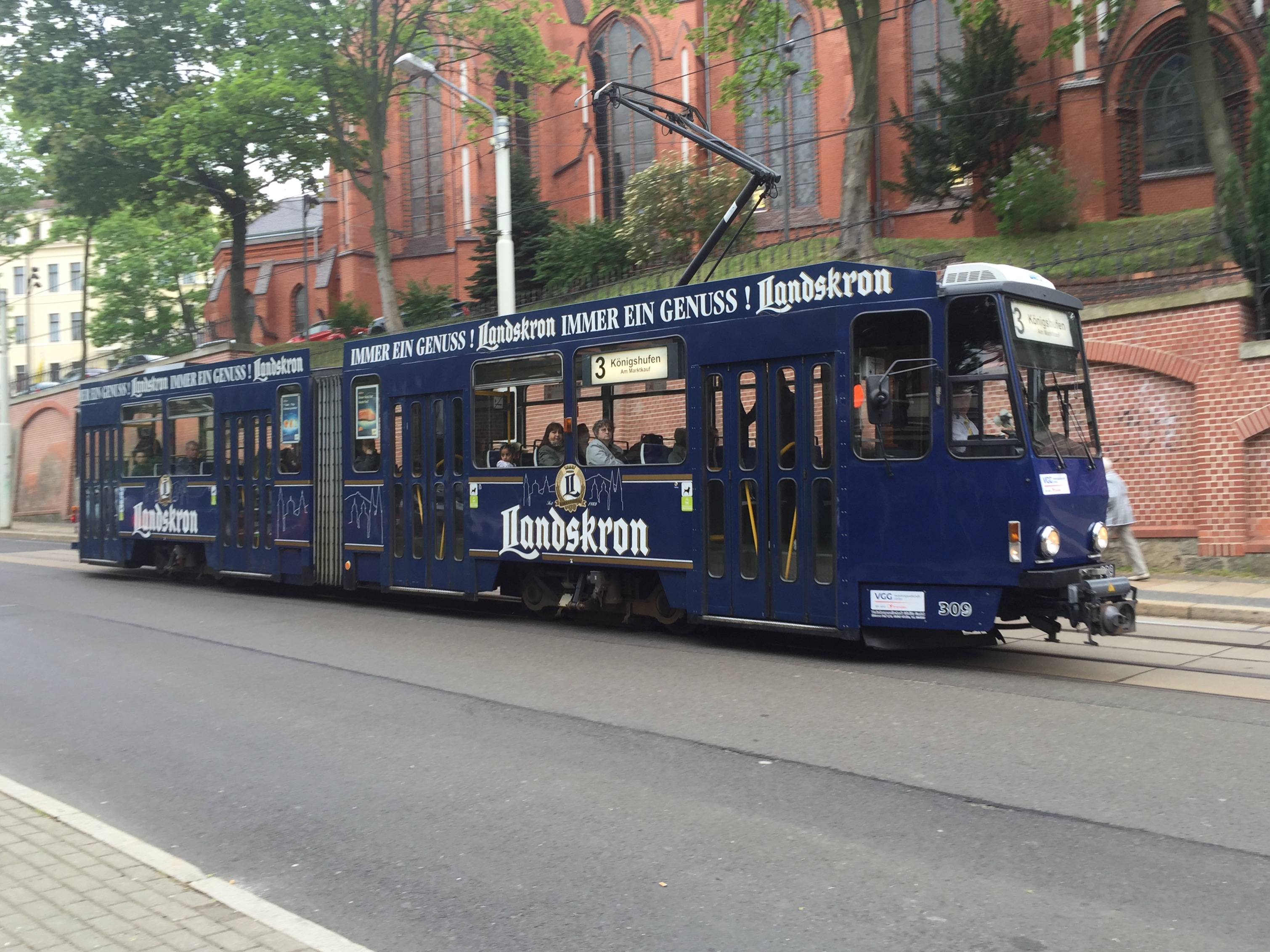
KT4D（309）
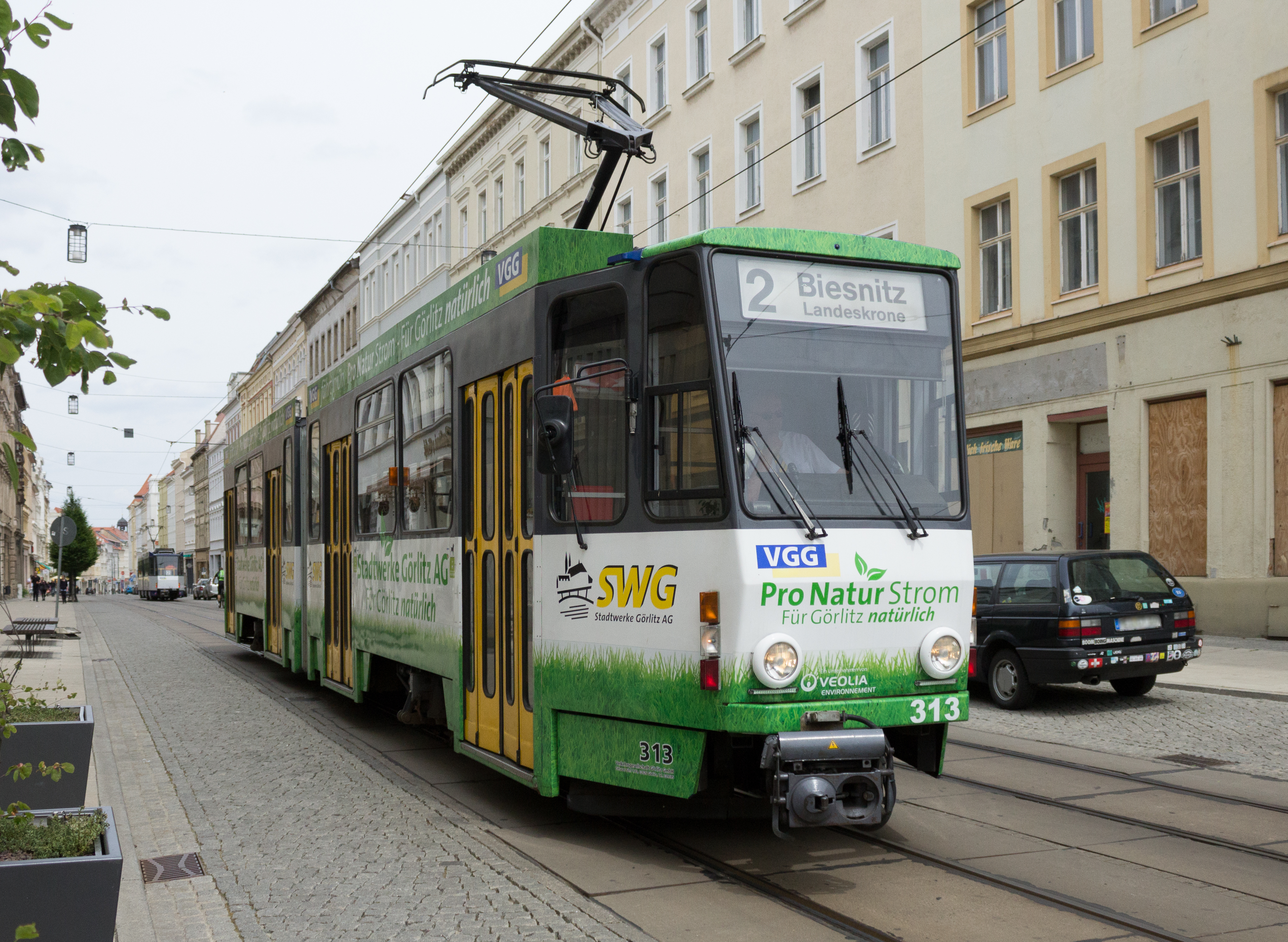
KT4D（313）
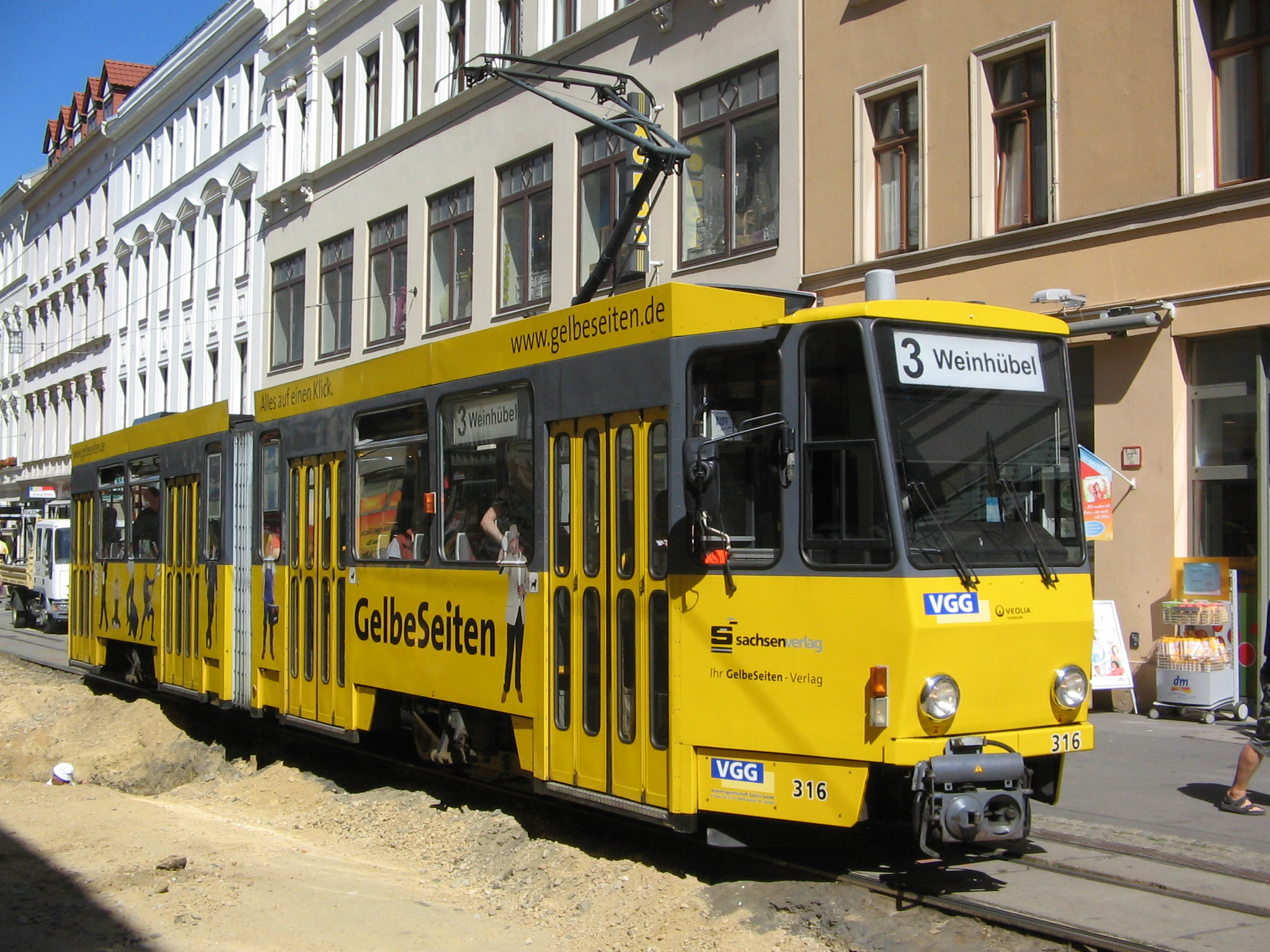
KT4D（316）

また、これ以外にもゲルリッツ市電には観光用車両「ホップフェンエクスプレス（Hopfenexpress）」が在籍している。これは1990年代に導入されたマンハイム市電からの譲渡車（マンハイム形）のうち1両を2000年に改造したもので、団体輸送などに使用されている。他にもゲルリッツ市電には動態保存車両として、馬車鉄道時代の客車を含めた複数の旧型車両が在籍している。

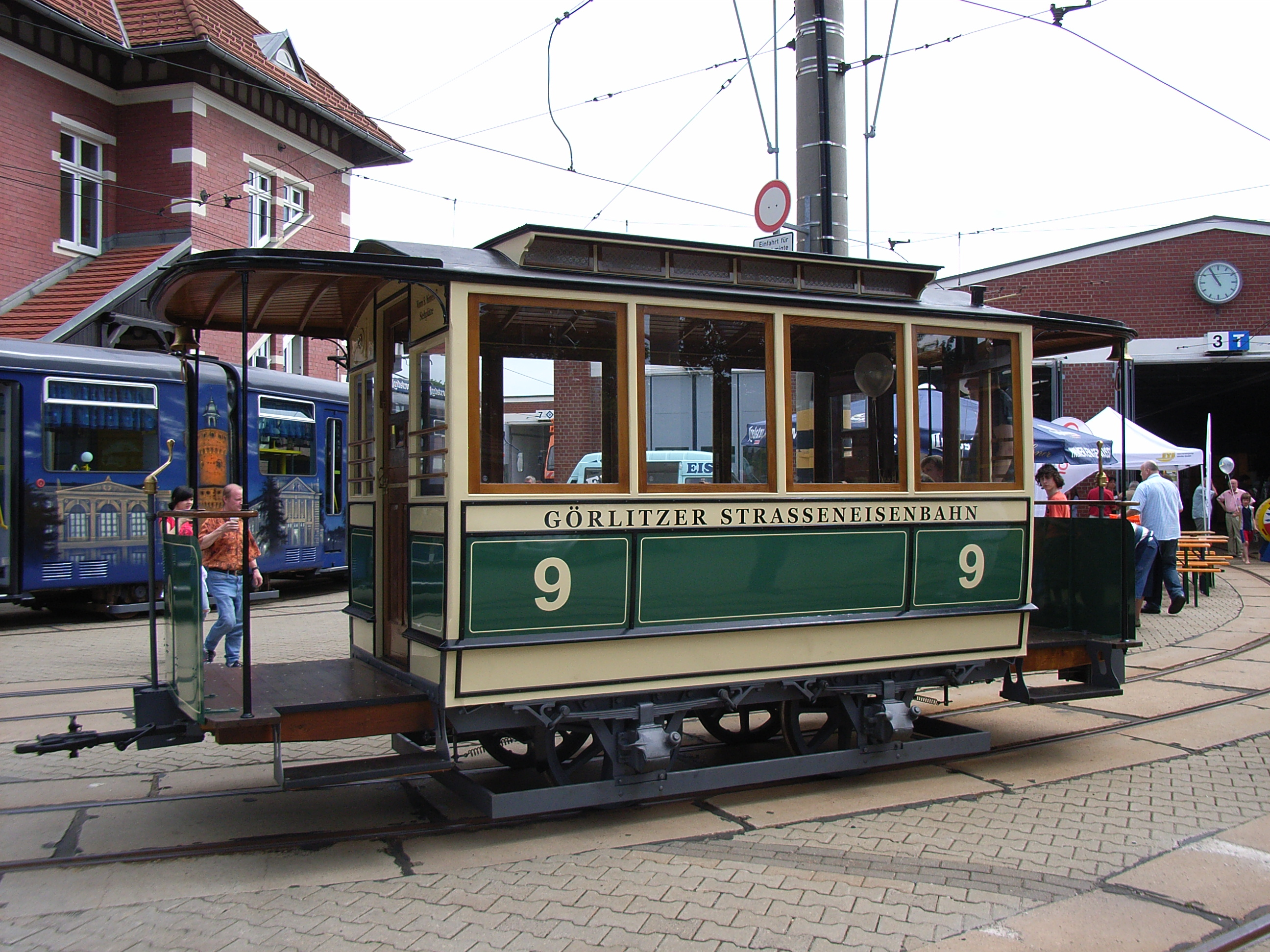
9 馬車鉄道時代の客車 （2010年撮影）
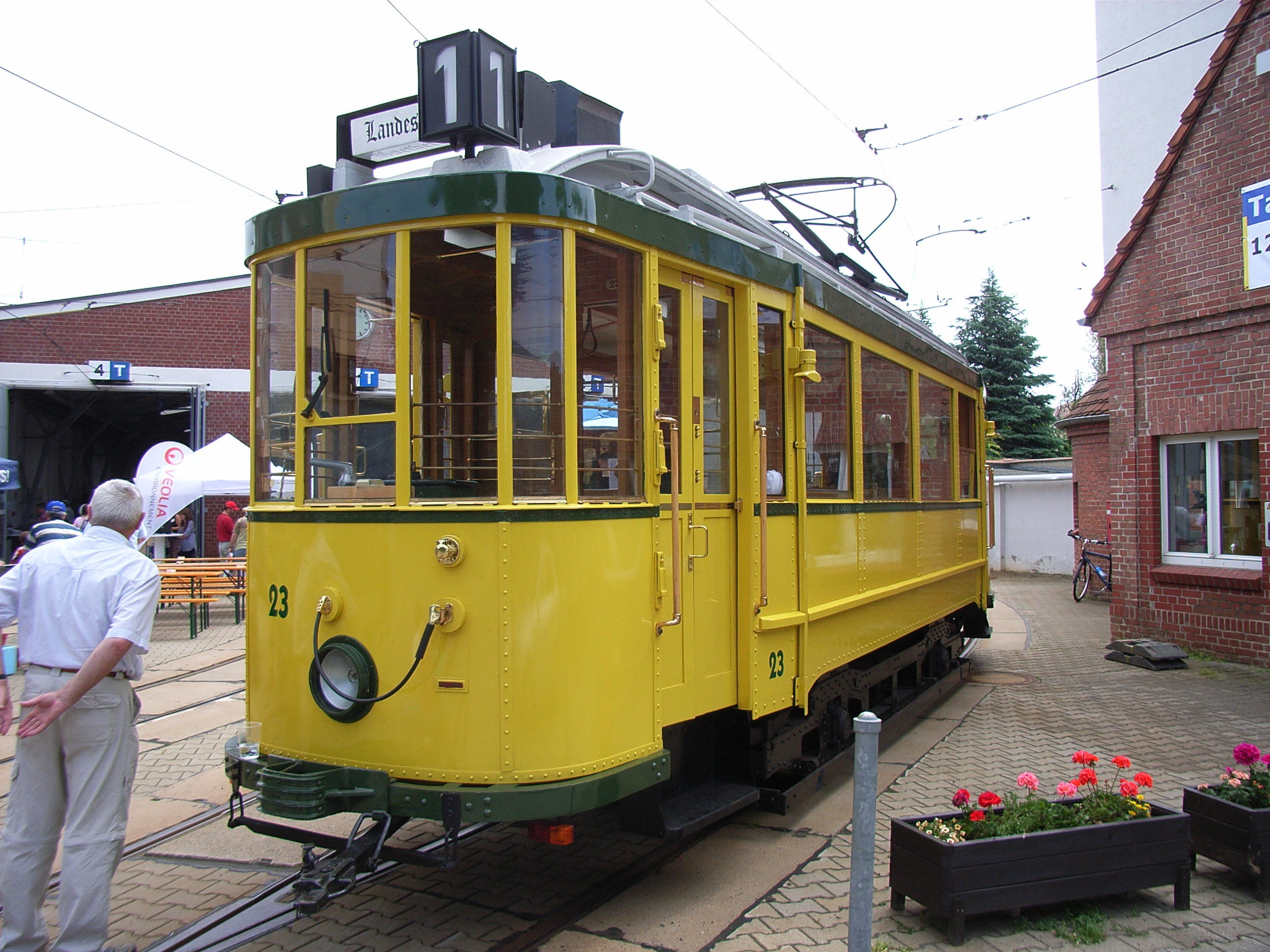
23 （2010年撮影）
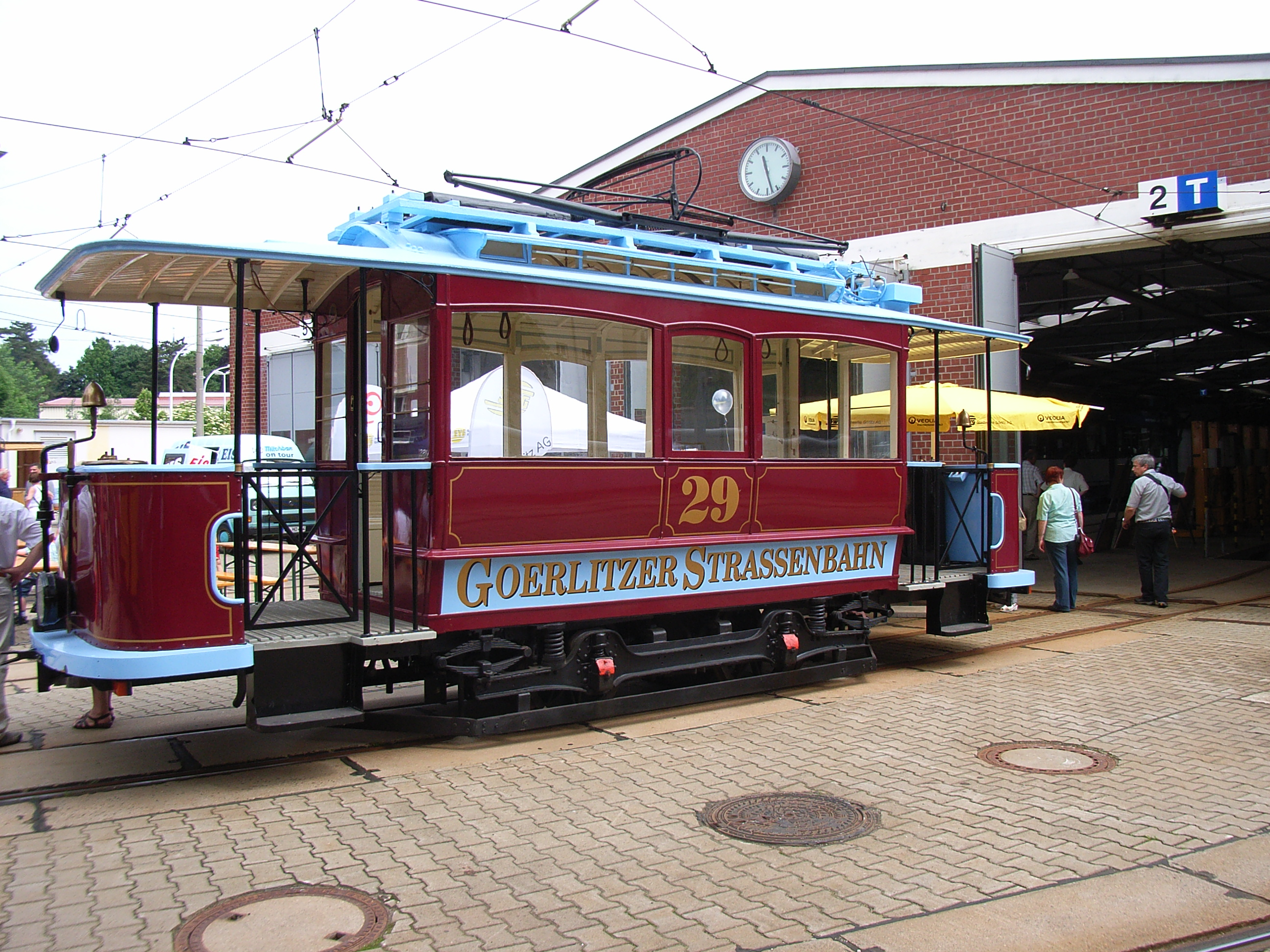
29 （2010年撮影）
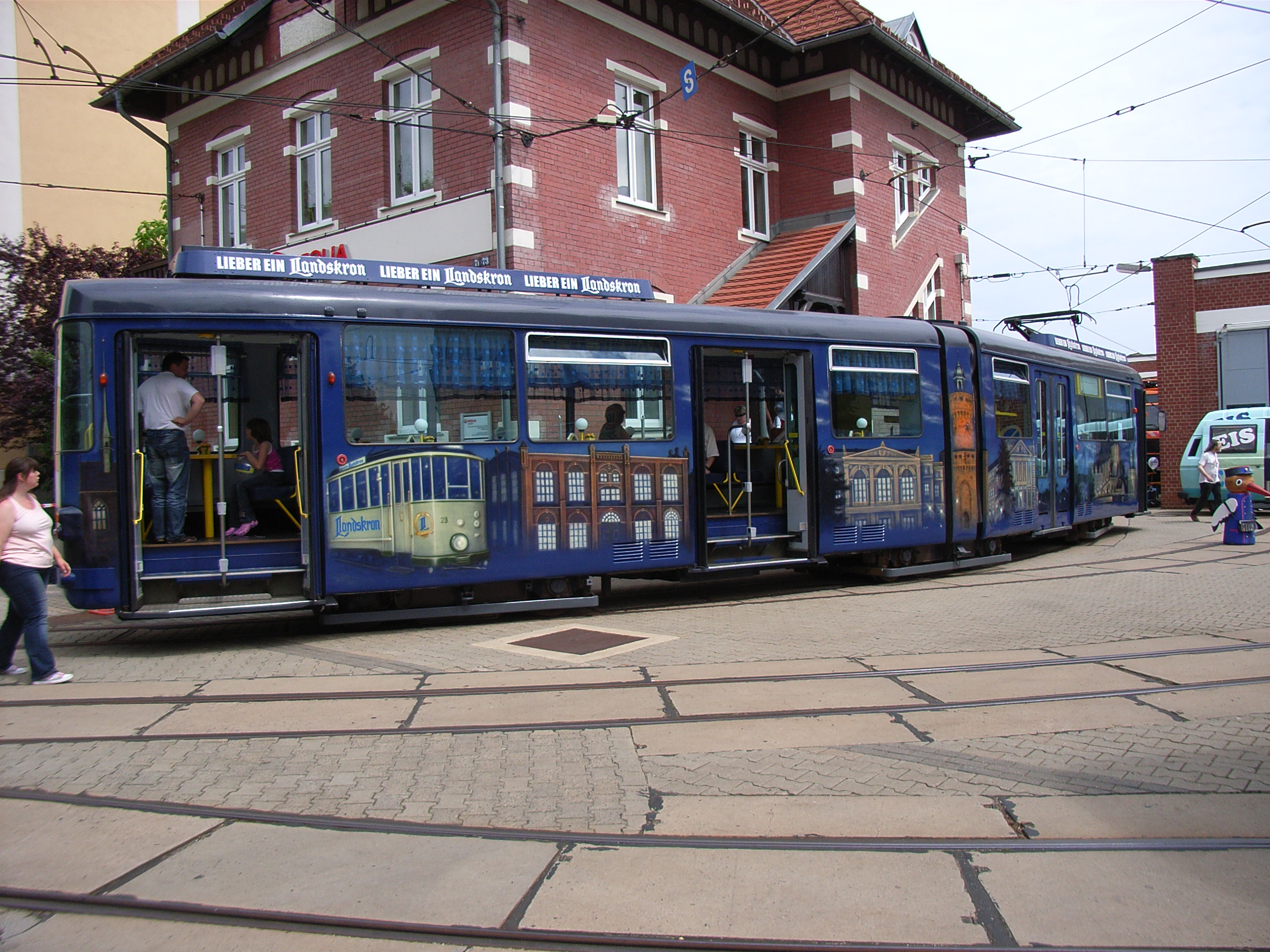
"ホップフェンエクスプレス" （2010年撮影）

## 今後の予定
ゲルリッツ市電を運営するゲルリッツ交通会社は、2019年にライプツィヒ市電（ライプツィヒ）およびツヴィッカウ市電（ツヴィッカウ）を運営する各交通事業者と共同で新型電車導入に関する入札の実施を発表し、2021年にハイターブリックとキーペ・エレクトリックのコンソーシアムであるLEIWAGへ発注する事が決定した。その中でゲルリッツ市電への導入が予定されている車両は全長30 m、車幅2.4 m、定員170人の超低床電車で、発注両数8両に加えオプションとして6両の追加導入も可能な契約を予定しており、既存のタトラKT4を置き換える事になっている。